# Schluckloch Eglsee

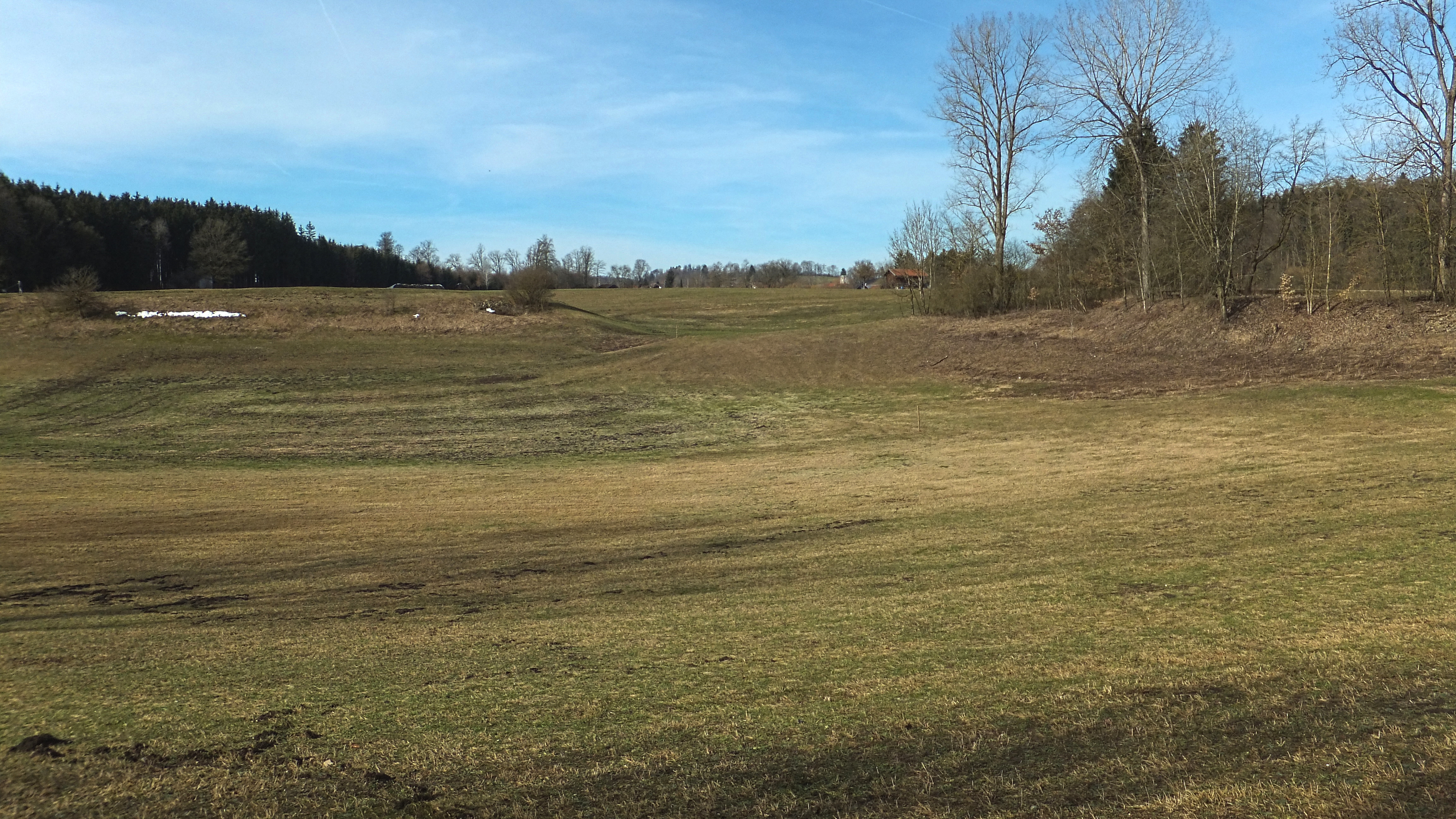
Schluckloch Eglsee, trocken gefallen, Blick nach Westen, Richtung Seeon

Das Schluckloch Eglsee ist ein episodischer See, zu dem ein künstlich angelegter Graben mit nur zeitweiligem Durchfluss vom ca. 1,3 km westlich gelegenen Klostersee bei Seeon führt.

## Lage und Beschreibung
Das Toteisloch liegt am östlichen Rand der Eiszerfallslandschaft der Seeoner Seen in der Appertinger Schotterfläche, die vom Schmelzwasserabfluss eines Rückzugsstadiums des Inn-Chiemsee-Gletschers aufgeschüttet wurde.
Das als geowissenschaftlich wertvoll eingestufte Geotop besteht aus drei zusammenhängenden Depressionen auf einer Fläche von 350 × 210 m.

## Hydrologie
Die Seeoner Seen sind durch Gräben miteinander verbunden. Die Entwässerung erfolgt bei geringem Gefälle vom Brunnensee (Meereshöhe 533,3 m) hin zum Klostersee (Meereshöhe 532,8 m). Die Seen liegen über dem Grundwasserspiegel und geben ihr Seewasser ans Grundwasser ab. Nur nach starken Regenfällen fließt Wasser aus dem Klostersee über den Eglseegraben zum Eglsee ab und versickert dort.